# Jens Franke
Jens Franke (* 29. Juni 1964) ist ein deutscher Mathematiker.

## Leben
Franke studierte von 1983 bis 1986 in Jena Mathematik und promovierte dort 1986 über elliptische Randwertprobleme in Besov-Triebel-Lizorkin-Räumen bei Hans Triebel. Von 1986 bis 1988 war er in Moskau, von 1988 bis 1989 am Weierstraß-Institut in Berlin und 1989 am Max-Planck-Institut für Mathematik in Bonn. Daraufhin ging er bis 1991 an das Institute for Advanced Study in Princeton und war von 1991 bis 1992 wieder am Max-Planck-Institut für Mathematik in Bonn. Seit 1992 ist er C3-Professor am Mathematischen Institut der Universität Bonn. Franke erhielt 1992 den EMS-Preis und 1993 den Oberwolfach-Preis.

## Werk
Nach frühen Arbeiten in der Funktionalanalysis widmete er sich Fragen der Zahlentheorie, algebraischen Geometrie und Analysis lokal symmetrischer Räume, insbesondere automorphen Formen. Wesentlich ist sein Beweis der Borel-Vermutung in der Theorie arithmetischer Gruppen (Harmonic analysis in weighted L_2 spaces, Ann. Scient. ENS 31, 1998, 181–279). In den vergangenen Jahren widmete er sich zusammen mit Thorsten Kleinjung der Faktorisierung großer Zahlen mit dem Zahlkörpersieb, was ihn einer breiteren Öffentlichkeit bekannt machte. Diese Arbeiten führten zur erfolgreichen Faktorisierung der Testzahlen RSA-200, RSA-576 und RSA-640 des RSA Factoring Challenge, weswegen der Wettbewerb eingestellt wurde. Im Mai 2007 konnte das Team um Jens Franke und Thorsten Kleinjung die Faktorisierung der 1039. Mersenne-Zahl angeben. Franke und seine Mitarbeiter machten auch Vorschläge für eine Hardware-Implementierung des Faktorisierungsalgorithmus.

## Schriften
- mit Y. Manin, Y. Tschinkel: Rational points of bounded height on Fano varieties. Invent. Math. 95 (1989), no. 2, 421–435.
- Harmonic analysis in weighted {\displaystyle L_{2}}-spaces. Ann. Sci. École Norm. Sup. (4) 31 (1998), no. 2, 181–279.